# Arahidonat 5-lipoksigenaza
Arahidonat 5-lipoksigenaza (EC 1.13.11.34, leukotrien-A4 sintaza, Delta5-lipoksigenaza, 5Delta-lipoksigenaza, arahidonska 5-lipoksigenaza, arahidonska kiselina 5-lipoksigenaza, C-5-lipoksigenaza, LTA sintaza, leukotrienska A4 sintaza) je enzim sa sistematskim imenom arachidonat:kiseonik 5-oksidoreduktaza. Ovaj enzim katalizuje sledeću hemijsku reakciju
arahidonat + O2 {\displaystyle \rightleftharpoons } leukotrien A4 + H2O (sveukupna reakcija)
(1a) arahidonat + O2 {\displaystyle \rightleftharpoons } -5-hidroperoksiikosa-6,8,11,14-tetraenoat
(1b) -5-hidroperoksiikosa-6,8,11,14-tetraenoat {\displaystyle \rightleftharpoons } leukotrien A4 +2O

## Literatura
- Nicholas C. Price; Lewis Stevens (1999). Fundamentals of Enzymology: The Cell and Molecular Biology of Catalytic Proteins (Third изд.). USA: Oxford University Press. ISBN 019850229X.
- Eric J. Toone (2006). Advances in Enzymology and Related Areas of Molecular Biology, Protein Evolution (Volume 75 изд.). Wiley-Interscience. ISBN 0471205036.
- Branden C; Tooze J. Introduction to Protein Structure. New York, NY: Garland Publishing. ISBN 0-8153-2305-0.
- Irwin H. Segel. Enzyme Kinetics: Behavior and Analysis of Rapid Equilibrium and Steady-State Enzyme Systems (Book 44 изд.). Wiley Classics Library. ISBN 0471303097.

## Spoljašnje veze
- Arachidonate+5-lipoxygenase на 